# Шова (Камакура период)
Шова (正和) је јапанска ера (ненко) која је настала после Очо и пре Бунпо ере. Временски је трајала од марта 1312. до фебруара 1317. године и припадала је Камакура периоду. Владајући монарх био је цар Ханазоно.

## Важнији догађаји Шова ере
- 1313. (Шова 2, десети месец): Бивши цар Фушими постаје будистички монах а своје обавезе у двору пребацује на свог усвојеног сина, бившег цара Го-Фушимија.[3]
- 1314. (Шова 3, једанаести месец): Хоџо Садаки предаје своје дужности „Рокухара Тадаија“ (шефа шогуната) у Кјоту и враћа се за Камакуру.[4]
- 1315. (Шова 4, седми месец): Хоџо Хиротоки умире у Камакури а Хоџо Садаки и Хоџо Мототоки постају једнаки у моћи.[4]
- 1315. (Шова 4, десети месец): Хоџо Токиацу преузима титулу „Рокухара Тадаија“ у главном граду.[4]
- 1316. (Шова 5, седми месец): Хоџо Токиацу, син Хоџо Садакија, преузима улогу „шикена“ (главног генерала) док се Хоџо Мототоки повлачи и у будистичком манастиру замонашује.[4]